# بيتر بوك
بيتر بوك (بالإنجليزية: Peter Bock)‏ هو سياسي أمريكي، ولد في 12 ديسمبر 1948. حزبياً، نشط في الحزب الديمقراطي. وقد انتخب عضو جمعية ولاية ويسكونسن.